# Wordline
Worldline là một công ty dịch vụ giao dịch và thanh toán của Pháp được thành lập vào năm 1974.
Vào cuối tháng 10 năm 2020, Worldline đã chào đón Ingenico vào đội ngũ của mình, tạo ra một công ty dẫn đầu mới trong các dịch vụ thanh toán toàn cầu. Bằng cách hợp tác với Ingenico, Worldline đã thực hiện một bước tiến mới trong dự án của mình: cung cấp cho các ngân hàng, thương gia và nói chung, toàn bộ hệ sinh thái thanh toán phương tiện để đạt được tăng trưởng kinh tế bền vững và có lợi.